# Michelle Obama
Pour les articles homonymes, voir Robinson et Obama (homonymie).
Michelle Obama, née Robinson le 17 janvier 1964 à Chicago (Illinois), est une avocate, essayiste et activiste américaine.
Épouse depuis 1992 de Barack Obama, elle devient en 2008 la Première dame des États-Unis, la première afro-américaine de l'histoire du pays.
Contrairement à ce que souhaite la tradition, la Première dame s'implique énormément dans la politique et dans les médias pour militer pour des causes juvéniles, féministes et sanitaires ; son engagement lui confère une certaine appréciation de la part d'une majorité d'Américains.
Après l'achèvement des deux mandats de son époux, elle continue de s'engager politiquement via les réseaux sociaux et des campagnes politiques.

## Biographie

### Jeunesse et famille
Michelle LaVaughn Robinson naît et grandit à Chicago (Illinois), dans le quartier de South Shore, l'un des secteurs communautaires de la ville. Sa mère, Marian Shields Robinson, était secrétaire auprès d'un magasin d'usine du catalogue Spiegel (en) (Spiegel Outlet Store), tandis que son père, Fraser Robinson III, était employé à l'usine de production d'eau potable de la ville et délégué local du Parti démocrate. Sa mère était femme au foyer jusqu'à ce que Michelle entre à l'école secondaire . Elle a un frère aîné, Craig, entraîneur du club de basket-ball de l'université d'État de l'Oregon, les Beavers d'Oregon State. Son père Fraser Robinson est décédé en 1991 et sa veuve Marian vivait avec le couple présidentiel à la Maison-Blanche.
Après ses études secondaires à la Whitney M. Young Magnet High School (en) de Chicago,, Michelle Robinson est acceptée à l'université de Princeton où elle obtient un bachelor universitaire en sociologie en 1985 avec la mention Cum Laude. Elle entreprend ensuite des études à la faculté de droit de Harvard (Harvard Law School) où elle obtient le grade de Juris Doctor (J.D) en 1988. Elle travaille alors au cabinet Sidley Austin dans le domaine du marketing et la propriété intellectuelle.
Michelle Robinson rencontre Barack Obama en 1989, au sein du cabinet d'avocats Sidley Austin, pour lequel ils travaillent et où ils sont les deux seuls Afro-Américains. Travaillant dans le cabinet avant lui, elle y est son maître de stage. Ils se marient le 3 octobre 1992 et choisissent de rester à Chicago, plutôt que de se rapprocher aussitôt de Washington. Leur première fille, Malia, naît le 4 juillet 1998 et leur seconde fille, Natasha (dite Sasha), le 7 juin 2001.
Parmi les ancêtres maternels de Michelle Obama, son arrière-arrière-grand-mère, Melvinia Dosey dite Shields, était esclave sur la plantation de Henry Murs Shields dans le comté de Clayton, en Géorgie. Le premier fils de Melvinia, Adolphus T. Shields, était un métis, né esclave vers 1860, dont, sur la base de recherche d'ADN, des chercheurs ont pu identifier que Charles Marion Shields (à 20 ans), fils de son patron était probablement le père. Adolphus Shields a déménagé à Birmingham, en Alabama après la guerre de Sécession, puis certains de ses enfants ont émigré vers Cleveland et Chicago.

### Carrière
Après ses études, Michelle Robinson revient à Chicago, et travaille pour le cabinet d'avocats Sidley Austin. Elle entre également dans l'équipe du maire démocrate de Chicago, Richard M. Daley (pendant son mandat 1989-2011), où elle occupe le poste d'assistante du maire.
En 1993, la désormais Michelle Obama devient la directrice générale du Chicago office of Public Allies, une association à but non lucratif encourageant les jeunes à travailler dans des associations à but social et non lucratif. En 1996, elle travaille pour l'Associate Dean of Student Services, à l'université de Chicago où elle développe le centre de service communautaire.
En 2002, elle commence à travailler pour l'hôpital de l'université de Chicago, comme directrice générale des affaires communautaires. En mai 2005, elle devient vice-présidente des affaires externes de l'université de médecine de Chicago.

### Première dame des États-Unis

#### Campagne présidentielle de 2008
Avec la campagne de son mari à l'élection présidentielle américaine de 2008, Michelle Obama devient rapidement un personnage médiatique. En effet, en juillet 2007 et 2008, le magazine américain, Vanity Fair la classe parmi les dix personnes les mieux habillées du monde.[réf. souhaitée]
En novembre 2008, le magazine 02138 la classe neuvième des cent anciens élèves de Harvard les plus influents. Son mari est alors classé premier.
Au courant de l’élection présidentielle américaine de 2008, Michelle Obama fait plusieurs discours qu’elle écrit elle-même. Au début de la campagne, n’ayant pas de rédacteur de discours à son service, Michelle Obama parle librement, sans filtre. Elle ne se préoccupe que très peu de l’effet que ses discours peuvent avoir, son but à l’époque étant seulement de soutenir son mari dans ce qu’il entreprend. Lors d’une convention démocrate en 2008 à Denver, elle prononce un discours qui émeut le peuple américain.
Michelle Obama, au cours de la campagne, ne s’investit que plus tard de manière significative. On rapporte que ce n’est qu’en milieu de campagne qu’elle se concentre réellement sur les discours et entrevues. Il est relevé qu’elle ne pratique quasiment plus son métier d’avocate. Ces sacrifices lui seront plus tard bénéfiques, car ils lui vaudront l'engouement du public américain à la suite de l’annonce publique de Barack Obama reconnaissant ses efforts.
John McCain, candidat au sein de l’opposition républicaine attaque Michelle Obama lors de la campagne lorsqu’elle affirme qu’elle est réellement fière de son pays « pour la première fois ». Les républicains la critiqueront sévèrement. La Première Dame des États-Unis Laura Bush lui offrira alors son soutien dans la sphère médiatique en la défendant et en reformulant que Michelle Obama n’avait jamais été « aussi fière » de son pays.
Les sondages révèlent que son taux de popularité est, en 2008, grandement supérieur à celui de Cindy McCain, la femme du candidat John McCain. Les médias sont intrigués par Michelle Obama, qui semble être une femme d’exception par sa parole éloquente et sa ténacité.
Même si au départ elle est fortement critiquée par les médias, elle gagne l’appréciation du public grâce à son charisme et sa détermination. Michelle Obama gagne le respect de la foule en leur démontrant ouvertement ses valeurs traditionnelles « If you can’t run your own house, you certainly can’t run the White House ».
La campagne présidentielle de 2008 est un tournant important pour les États-Unis. C’est lors de cette élection, le 4 novembre 2008, que Barack Obama est élu président des États-Unis. Michelle Obama fait alors partie de la première famille présidentielle afro-américaine dans l’histoire des États-Unis d’Amérique malgré le racisme répandu dans la société américaine.

#### À la Maison-Blanche

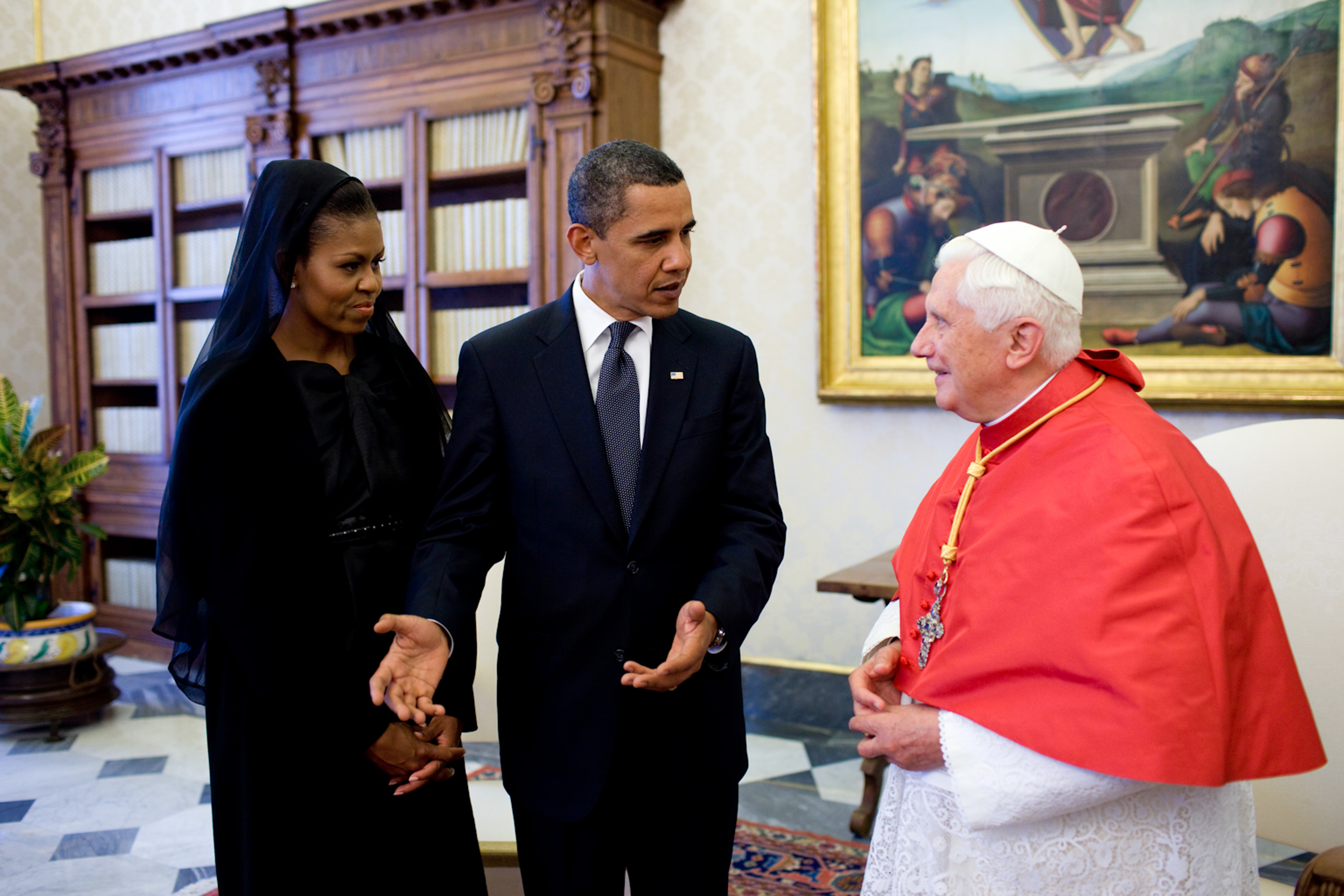
Barack et Michelle Obama au Vatican rencontrant le pape Benoît XVI, le 10 juillet 2009.

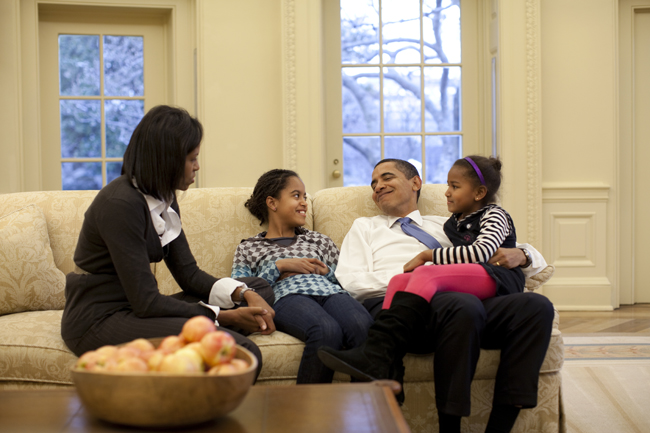
La famille Obama dans le bureau ovale de la Maison-Blanche, le 2 février 2009.

Le 20 janvier 2009, au pied du Capitole des États-Unis, elle tient la Bible sur laquelle son mari prête serment. À ce moment, Barack Obama devient président, et elle, Première dame. Plus de deux millions de personnes sont présentes à Washington, D.C. pour assister à la cérémonie.
Le 10 juillet 2009, elle rencontre le pape Benoît XVI lors de la visite du président des États-Unis au Vatican,.
En 2010, Forbes la classe au premier rang de la liste des femmes les plus puissantes du monde. En 2011, elle est 8e, en 2012 7e, en 2013 4e, en 2014 8e et en 2015 10e.
Elle a participé à un épisode spécial de la saison 3 de la série télévisée de Disney Channel Jessie ainsi que durant un épisode de la saison 13 de NCIS dans son propre rôle de Première dame.
Après l’élection présidentielle américaine de 2008, Michelle Obama fait équipe avec une conseillère pour gérer son image. Obama commence dès le début de sa carrière politique à briser le moule. La tradition veut que la Première dame ne donne pas son opinion publiquement. Une simple erreur de sa part peut coûter à son mari la présidence.
La Première dame est décrite comme étant une grande oratrice charismatique et humoristique. Son importance médiatique lui donne un poids politique majeur. Elle stimule son activité politique en organisant des rencontres avec des acteurs politiques, en visitant des écoles et en poursuivant ses discours poignants[style à revoir].
La critique est parfois crue, mais Michelle Obama se voit être en mesure de rester concentrée sur les enjeux politiques tout au long de la présidence de son mari. Les commentaires sur son style vestimentaire, ou même parfois sur la couleur de sa peau ne semblent pas l’ébranler. Elle affirme que la démocratie est basée sur la critique, et confirme que Barack et elle ont désormais développé une tolérance pour ce genre de commentaires, puisque le jeu politique peut parfois être dur[style à revoir].

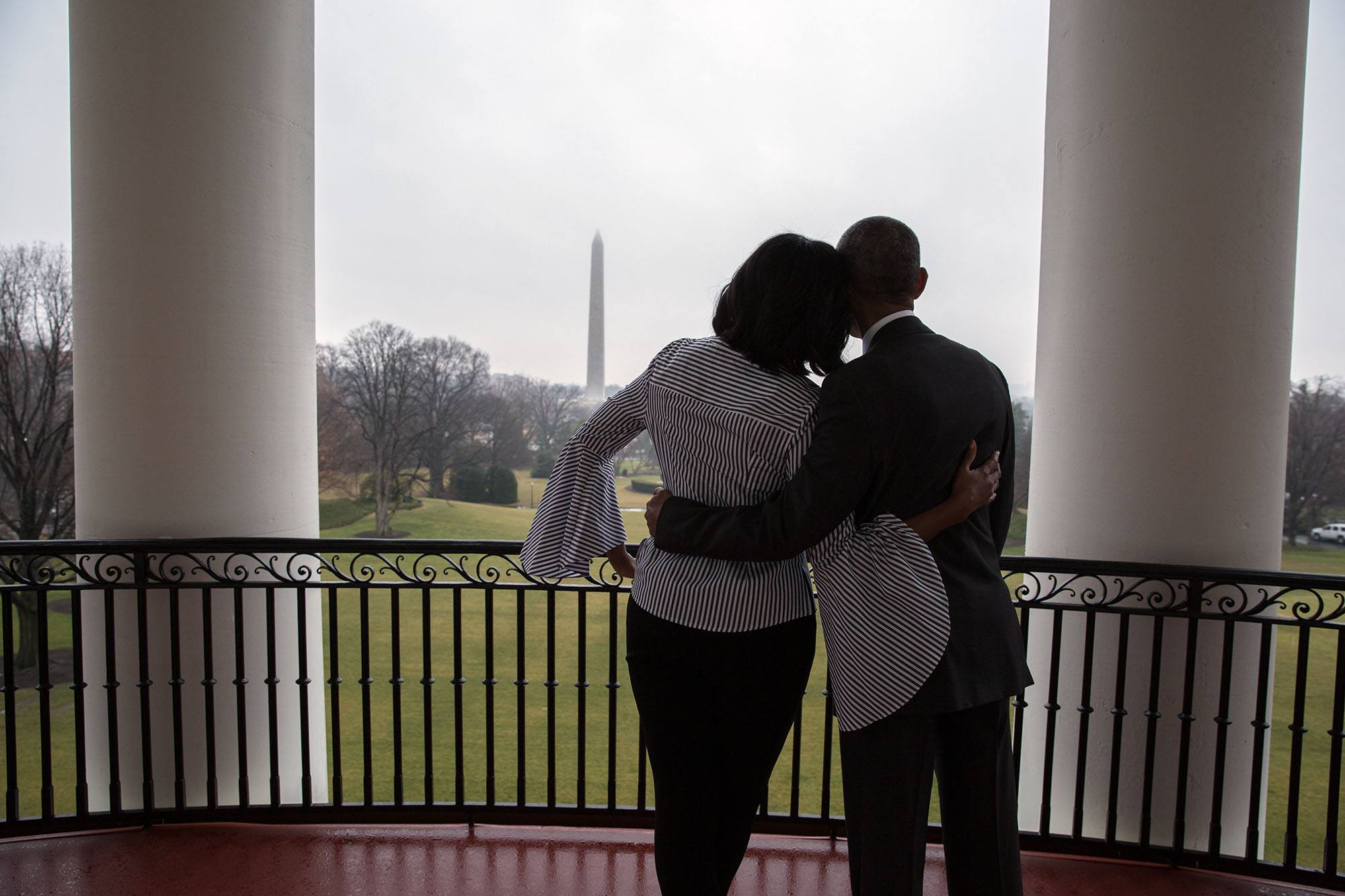
Barack et Michelle Obama contemplant le Washington Monument, le le 19 janvier 2017.

Durant les deux mandats présidentiels de son mari, elle s’engage pour de nombreuses causes, comme la lutte contre l’obésité, le soutien aux vétérans et à leurs familles, les droits des personnes LGBT ou encore l’éducation des jeunes filles dans le monde.

#### Polémiques
Ses vacances en août 2010 en Espagne, dans le contexte de la crise économique, provoquent une vive polémique aux États-Unis, les médias américains la surnommant « Marie-Antoinette ».
Le 27 janvier 2015, au lendemain de l'enterrement du roi d'Arabie saoudite Abdallah ben Abdelaziz Al Saoud, Michelle Obama apparaît non voilée tout comme Condoleezza Rice, Hillary Clinton et Angela Merkel alors que les femmes saoudiennes sont obligées de sortir en portant le hidjab, voire sortent le plus souvent avec un niqab,. Si, officiellement, les dirigeants saoudiens ne réagissent pas, certains d'entre eux refusent de lui serrer la main et passent devant elle en l'ignorant.

### Après la Maison blanche

#### Production audiovisuelle
Michelle et Barack Obama fondent en mai 2018 la société Higher Ground Productions (en), qui produit pour Netflix des films, des documentaires et des séries télévisées.

## Innovation dans l'usage des médias

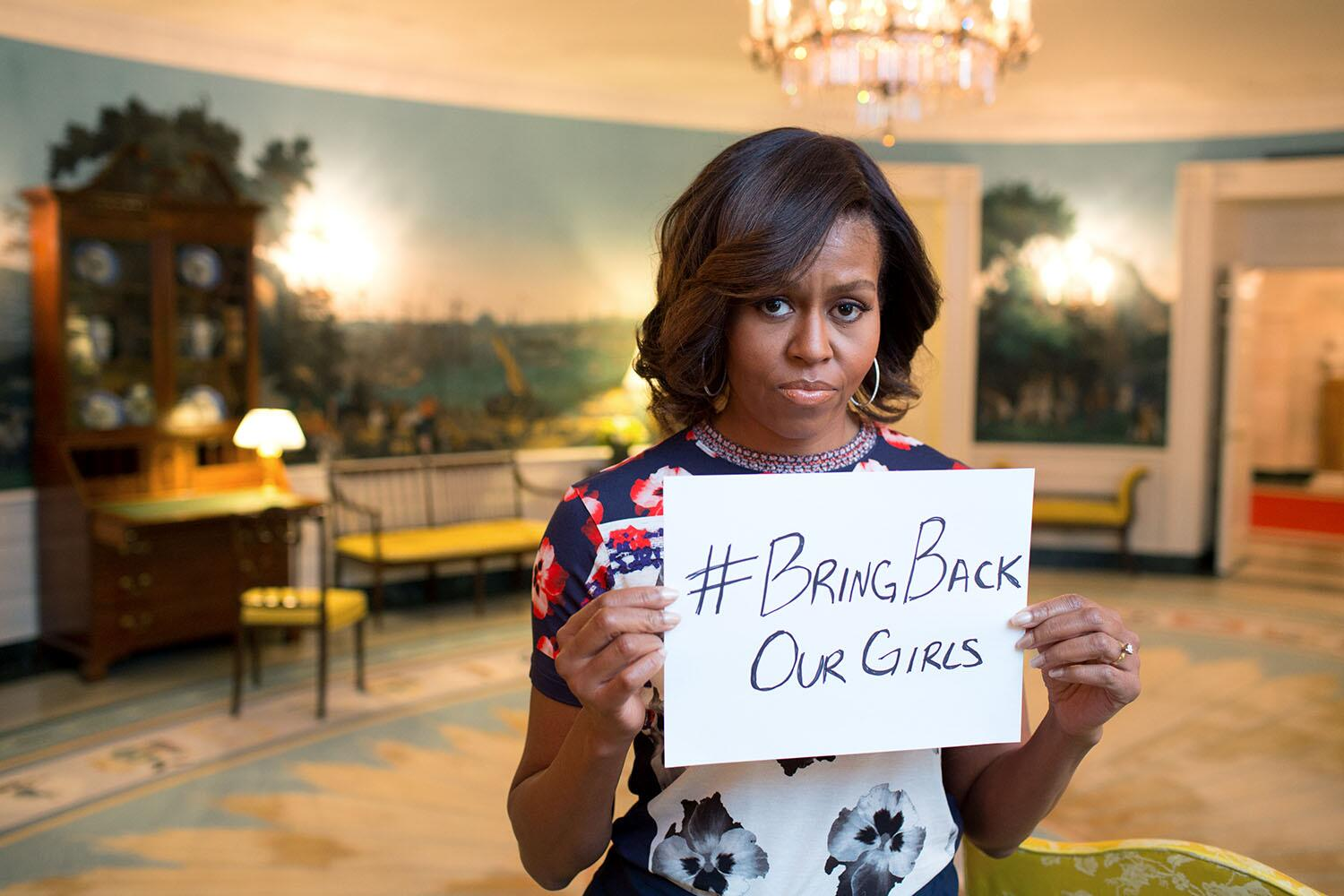
Michelle Obama tenant une affiche avec le hashtag #BringBackOurGirls en soutien aux 276 filles enlevées au Nigeria par Boko Haram.

L'image médiatique de Michelle n’a rien d’accidentel ; l'image de l'ex-Première dame sur Twitter est stratégique et méticuleuse quant au fait qu'elle reflète les thèmes traditionnellement utilisés dans la représentation communément divulgués des Premières dames américaines. De plus, la communication de Michelle Obama s'étend sur des « messages s'affichant sur les réseaux sociaux […] qui portent sur des causes non controversées telles que l'éducation et la santé des enfants — des figures non partisanes avec de forts attachements familiaux ».
D'ailleurs, un exemple de ses mobilisations médiatiques se trouve dans la campagne #BringBackOurGirls initiée par Michelle Obama en 2014, en publiant une photo sur Twitter portant sur l’enlèvement de 276 filles d’une école nigériane, par l'organisation terroriste djihadiste Boko Haram. Elle a permis la sensibilisation de l'auditoire sur un sujet qui, sans son intervention, n'aurait probablement pas eu l'envergure dont il a bénéficié.
Ensuite, par l'entremise de sa présence médiatique, Michelle Obama s’est associée à plusieurs figures publiques au fil de la présidence des Obama, mais surtout à la fin du mandat de 2012. Dans l'optique de promotion de causes symboliques rattachées à des valeurs partagées par son public cible, l'ex-Première dame est régulièrement invitée au Ellen DeGeneres Show, au Tonight Show Starring Jimmy Fallon, au Jimmy Kimmel Live!, au Oprah Winfrey Network (ou OWN), au The Late Show with Stephen Colbert et plus encore. Cette proximité avec la culture populaire a projeté les nombreuses initiatives de Michelle Obama dans l'œil du public.
En 2020, Michelle Obama lance son propre balado sur la plateforme Spotify. Ce podcast souligne les relations avec sa famille et ses proches.

## Engagements
Le 15 janvier 2010, Michelle Obama, en compagnie de la Dr Jill Biden rejoint la Croix-Rouge américaine dans le but de soutenir les victimes du séisme en Haïti qui a eu lieu trois jours plus tôt,.
En janvier 2010, elle lance la campagne Let's Move! pour lutter contre l'obésité. Toujours dans sa lutte contre l'obésité, elle est à l'initiative du programme manger sain qui entraîne en 2012 l'adoption d'une loi visant à forcer les écoles à prendre des mesures nutritionnelles pour mettre en place des repas avec moins de sel, de graisse et de sucre dans les cantines scolaires. En 2017, l'administration de Donald Trump explique son souhait de réformer ce programme, et met donc un frein à la lutte contre l'obésité infantile notamment, très chère à l'ancienne Première dame.
En 2011, elle s'engage avec la Dr Jill Biden au mouvement Joining Forces, qui a pour mission la défense des intérêts des familles de militaires.
En décembre 2015, dans le cadre de sa campagne Better Make Room orientée sur l'éducation, elle réalise un clip de rap parodique intitulé Go To College aux côtés de l'humoriste et acteur américain Jay Pharoah, dans lequel elle incite les écoliers à s'inscrire à l'université. La demande est en effet en baisse à cause d'un taux d'échec de l'ordre de 45 % des étudiants durant le cursus les menant au baccalauréat universitaire, et les jeunes préfèrent alors entrer dans la vie active après leurs études secondaires. En 2015, elle s'engage dans le mouvement Let Girls Learn qui a pour but d'encourager les jeunes filles à poursuivre des études.

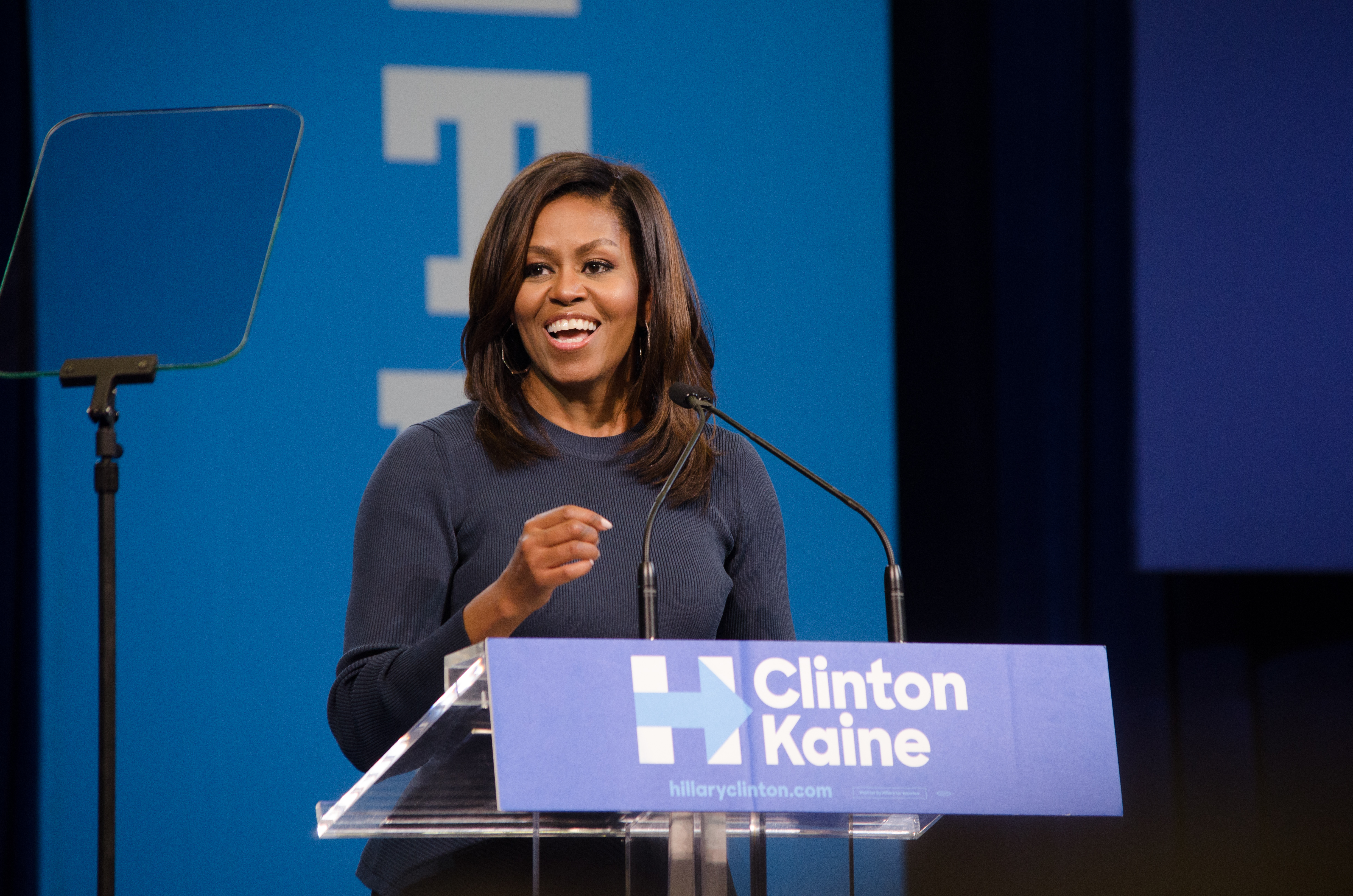
Michelle Obama donnant un discours en faveur de la candidate Hillary Clinton à l'université du sud du New Hampshire, le 13 octobre 2016.

Bénéficiant d'une forte popularité (64 % contre 50 % à son mari), elle s'engage derrière Hillary Clinton lors de sa campagne pour l'élection présidentielle de 2016, alors que la candidate démocrate souffre de difficultés.
En 2018, Michelle Obama publie son autobiographie Devenir,, où elle retrace notamment son quotidien à la Maison-Blanche, mais aussi son enfance dans le South Side de Chicago, son parcours parfois semé d'obstacles, sa carrière et sa vie de famille. Pour l'écrivaine suisse Mona Chollet, si cette biographie parle aux classes populaires et aux lecteurs qui sont souvent renvoyés à leur appartenance ethnique, elle présente surtout l'enrichissement financier personnel comme une solution, plutôt que de mener des politiques de partage des richesses.
Michelle Obama travaille beaucoup durant la présidence de son mari. Elle commence plusieurs projets qui lui tiennent à cœur et qui sont de réels enjeux au sein de la société américaine. Tout d’abord, elle lance son programme Let’s Move! en 2010 dans le but de combattre l’obésité chez les jeunes enfants à travers la nation. Il s’agit de la première fois qu’on s’adresse réellement à cette problématique qui touche de nombreux jeunes aux États-Unis. Elle propose plusieurs politiques qui seront plus tard adoptées pour combattre ce problème, par exemple, un accès plus facile aux soins médicaux, des repas santé et abordables dans les cafétérias d’écoles et une augmentation de l’activité physique dans les institutions académiques.
L’initiative Reach Higher est un autre mouvement débuté par Michelle Obama. Cette campagne a vu le jour pour encourager les jeunes Américains à poursuivre leurs études postsecondaires. Il vise à amener les jeunes à comprendre les avantages d’une éducation supérieure, les opportunités de carrière qu’elle amène et vise à les informer de l’aide financière qu’ils peuvent obtenir. Ce programme permet à plusieurs adolescents de prendre une décision réfléchie quant à l’éducation qu’ils souhaitent obtenir. Plusieurs autres initiatives sont créées grâce à Michelle Obama, telles que Joining Forces et Let Girls Learn. Michelle Obama a beaucoup utilisé les réseaux sociaux pour promouvoir les programmes et les projets qui lui tenaient à cœur. Il est possible de voir plusieurs de ses initiatives sur sa page Instagram et Twitter.

## Prix et distinctions
- 2021 : cérémonie d'admission au National Women's Hall of Fame[52].

## Filmographie

### En jouant son propre rôle
- Jessie (saison 3, épisode 13)
- NCIS : Enquêtes spéciales (saison 13, épisode 22)
- Parks and Recreation (saison 6, épisode 22)
- Night Shift (saison 2, épisode 12)
- iCarly (saison 4, épisode 23)
- Pitch Perfect 2
- Blackish (saison 8, épisode 1)

### Fiction
- Dans la série télévisée américaine The First Lady (2022), son rôle est interprété par Viola Davis.

## Publications
- (en) American Grown, New York, Crown Publishing Group, 2012 — écrit avec prête-plume Lyric Winik[53],[54].
- Devenir [« Becoming »] (trad. de l'anglais), Paris, Fayard, coll. « Documents », 2018, 454 p. (ISBN 9782213707877) — écrite par un nègre littéraire[47],[46].
- Cette lumière en nous : s'accomplir en des temps incertains, Flammarion, 2022 — écrit avec prête-plume Sara Corbett[55],[56].

#### Français
- Liza Mundy, Michelle Obama, First lady, traduit par Mathilde Bach, Sandrine Samy et Natalie Zimmermann, Plon, 2009  (ISBN 978-225-921004-1)
- Elizabeth Lightfoot, Michelle Obama, une authentique first lady, Music And Entertainment Books, 2009  (ISBN 978-235-726016-0)
- Sophie Coignard, Michelle Obama, l'icône fragile, Plon, 2012  (ISBN 978-225-921812-2)

#### Anglais
- David Colbert, Michelle Obama, An American Story, Houghton Mifflin Harcourt, 2008,  (ISBN 0-547-24770-2)
- Elizabeth Lightfoot, Michelle Obama : First Lady of Hope, The Lyons Press, 2008,  (ISBN 1-59921-521-7)
- Liza Mundy, Michelle Obama, A Life, Simon & Schuster, 2008,  (ISBN 1-4165-9943-6)
- Veronica Chambers, The Meaning of Michelle : 16 Writers on the Iconic First Lady and How Her Journey Inspires Our Own, St. Martin's Press, 2017,  (ISBN 978-1-250-11496-9)